# ميرزا مهدي

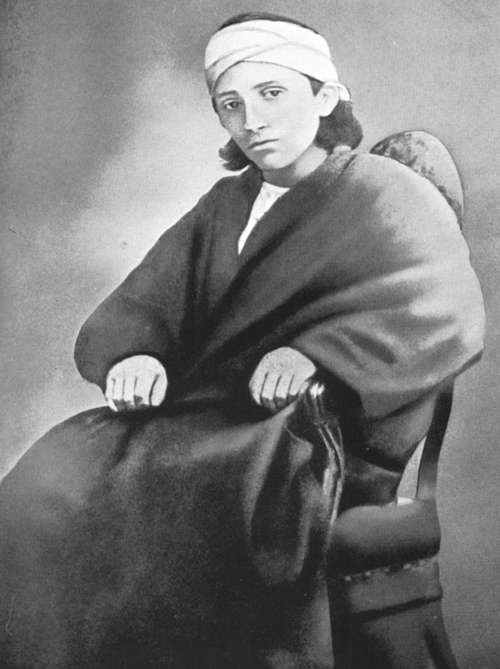
ميرزا مهدي في عام 1868، وعمره 20 عامًا.

ميرزا مهدي (الفارسية: ميرزا مهدي ‎23 – 1848 يونيو 1870) كان أصغر أبناء مؤسس الدين البهائي بهاء الله وزوجته آسية خانوم. أُطلق عليه لقب G͟husn-i-Athar ("الفرع الأكثر نقاءً").

## الحياة المبكرة
وُلِد في طهران باسم مهدي في عام 1848. منذ ولادته، كان يحمل لقب ميرزا باعتباره ابنًا لأرستقراطي. كان والده حضرة بهاءالله، ابن وزير البلاط ميرزا عباس نوري. كانت والدته السيدة آسية خانم ابنة أحد النبلاء من مازندران. سُمي على اسم عمه المتوفى، الذي كان بهاء الله قريبًا منه. كان ميرزا مهدي في الرابعة من عمره عندما ألقي القبض على والده، وتم نهب منزلهم، وهبطت الأسرة إلى ما يقرب من الفقر. وفي أسوأ الأحوال، اضطرت والدته إلى إطعام الأطفال الدقيق لإشباع جوعهم. في عام 1852، تم نفي بهاء الله إلى بغداد، ولكن بسبب اعتلال صحته، تُرك ميرزا مهدي مع أقاربه في طهران.

## العودة إلى عائلته، 1860 - 1868

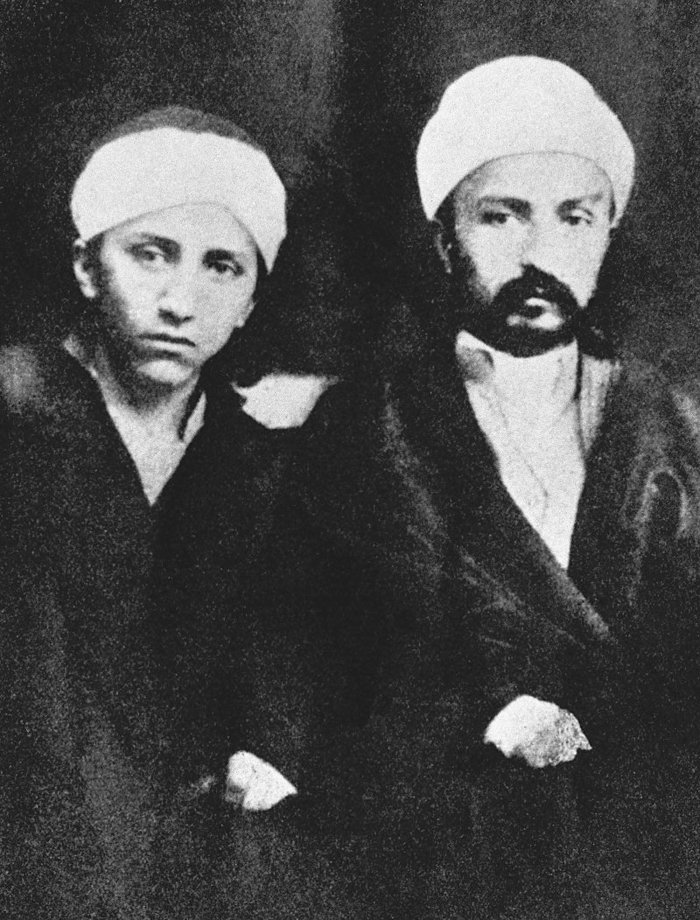
عبد البهاء وميرزا مهدي (يسار).

اجتمع ميرزا مهدي مع عائلته في عام 1860 وأصبح قريبًا جدًا من والده. كان يعمل سكرتيرا لحضرة بهاءالله، ويكتب له الرسائل نيابة عنه. رافق ميرزا مهدي بهاء الله في منفاه المتتالي إلى إسطنبول، وأدرنة، وأخيراً إلى عكا. لقد أطلق بهاء الله على ميرزا مهدي لقب "الفرع الأكثر نقاءً".

## النفي إلى عكا والوفاة، 1868
في صيف عام 1868، حُكم على بهاء الله وعائلته بالسجن المؤبد في مستعمرة عكا الجزائية في فلسطين، التابعة للإمبراطورية العثمانية (التي أصبحت فيما بعد عكا، إسرائيل بعد عام 1948). تم إيواء العائلة في مجموعة من الزنازين المتهالكة. كان ميرزا مهدي يسكن في زنزانة مع والدته وأخته بهية خانوم.
وكان من الشائع أن يستخدم السجناء السطح لممارسة الرياضة خلال أشهر الصيف. كان ميرزا مهدي يذرع السطح وهو ينشد قصيدة الحمامة (دعاء نزل على والده). كان غارقًا في الدعاء، سقط من خلال السقف الزجاجي للسجن إلى أسفل، حيث ارتطم بصندوق كان ملقى على الأرض.  سمعت العائلة صوت الحادث وهرعت إلى مكان الحادث لتجد مهدي مغطى بالدماء. لقد أصيب بجروح بالغة لدرجة أنه كان لا بد من تمزيق ملابسه عنه. سمح حراس السجن للطبيب بفحصه، لكن بحلول ذلك الوقت كانت الإصابات خطيرة للغاية. وبينما كان يحتض، أخبر ميرزا مهدي بهاء الله أنه يتمنى أن يُسمح للحجاج (الذين سار العديد منهم من إيران ولكنهم حُرموا من فرصة مقابلة بهاء الله) بدخول عكا.
توفي ميرزا مهدي وكان والده بجانبه في 23 يونيو 1870. اضطر والده إلى بيع سجادة صغيرة في زنزانته لتمويل الجنازة التي تم إعدادها على عجل، والتي لم يُسمح لأي عائلة بحضورها.

## الإرث

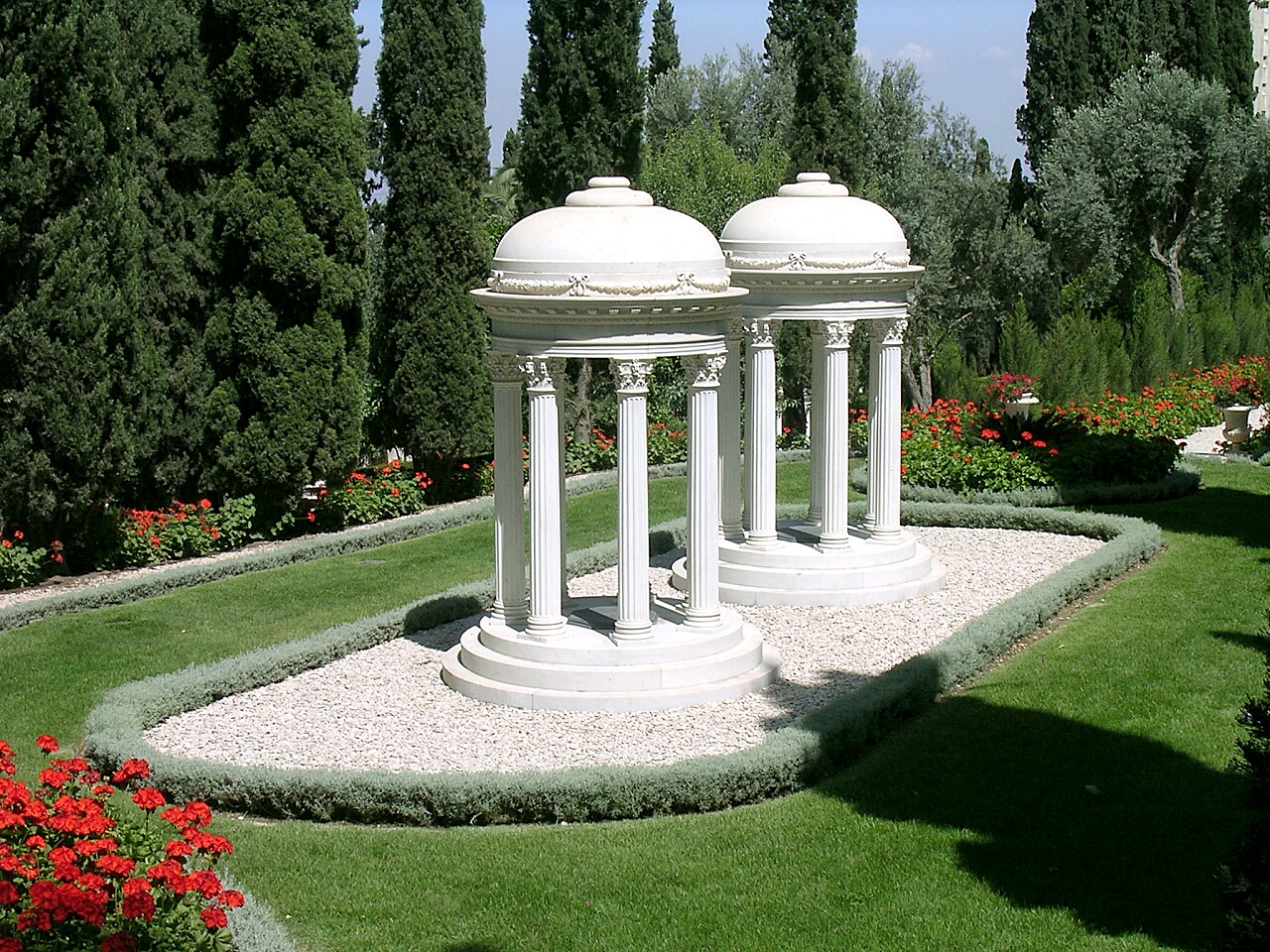
قبر نواب وميرزا مهدي داخل حدائق النصب التذكارية.

لقد جلب الموت المفاجئ وغير المتوقع لميرزا مهدي حزنًا عميقًا على والديه ودمر أي معنويات متبقية بين السجناء. كانت أمها في حالة من الحزن الشديد لدرجة أن أفراد الأسرة كانوا يخشون ألا تتعافى أبدًا. قامت أخته بجمع ملابس مهدي الملطخة بالدماء وبعض الآثار الأخرى. ويمكن رؤية هذه الصور في الأرشيف الدولي في إسرائيل. وقد أثنى بهاء الله على ابنه وربط تخفيف القيود لاحقًا وقدرة الحجاج على زيارته بدعاء المهدي في وفاته.
قام شوقي أفندي فيما بعد بإزالة جثمان ميرزا مهدي وأعاد دفنه إلى جانب والدته، في الحدائق الواقعة أسفل قوس النصر على جبل الكرمل، حيفا، في منطقة تسمى الآن حدائق النصب التذكارية. ثم أرسل برقية إلى البهائيين:
تم نقل الرفات المباركة لفرع النقاوة (الابن الأطهر) ووالدة السيد (عبد البهاء) بأمان إلى المقامات المقدسة على جبل الكرمل. وقد مُحيَت الإهانات الطويلة التي تعرّضوا لها. خُطط المخالفين للعهد لإفشال هذا الأمر باءت بالفشل. تحقق حلم الورقة المقدسة العظمى. فقد اجتمعت الأخت، والأخ، والأم، والزوجة لعبد البهاء في مكان واحد، صُمّم ليكون المركز المحوري للمؤسسات الإدارية البهائية في المركز العالمي للدين. أشارك هذا الخبر السار مع جميع المؤمنين الأمريكيين.

ويعتبر مكان استراحته الآن مكانًا للحج للبهائيين.

## المظهر والشخصية
في المظهر الجسدي، أصبح ميرزا مهدي يشبه عبد البهاء بعيون زرقاء وشعر داكن وبشرة فاتحة ولكنه كان أطول. كان ميرزا مهدي يتذكره معاصروه باعتباره شخصًا لطيفًا ومتواضعًا، مما أكسبه ود المجتمع البهائي المنفي.

## روابط خارجية
- الفرع الأكثر نقاءً
- ميرزا مهدي الغصن الأطهر